# Бетхе, Эрнст
Даниель Людвиг Эрнст Бетхе (нем. Daniel Ernst Ludwig Betche, 1851—1913) — немецкий садовод и ботаник, в 1881 году эмигрировавший в Австралию.

## Биография
Эрнст Бетхе родился в Потсдаме 31 декабря 1851 года. Мать Эрнста умерла при его рождении. Учился в Потсдамской высшей школе, однако по состоянию здоровья не поступил в университет. Продолжал обучение в Потсдамском садоводческом колледже, затем работал в Берлинском ботаническом саду. С 1874 года Бетхе был садоводом в питомнике Луи ван Гутта в Генте.
В 1880 году Эрнст Бетхе отправился на Самоа. Затем он посетил архипелаги Тонга, Маршалловы острова и Каролинские острова. В 1881 году прибыл в Сидней. В сентябре 1881 года Чарльз Мур назначил Бетхе собирателем растений для Сиднейского ботанического сада. В 1897 году он стал ассистентом нового директора сада Джозефа Генри Мэйдена. Эрнст Бетхе издал несколько публикаций по флоре Нового Южного Уэльса в соавторстве с Муром и Мэйденом.
Эрнст Бетхе, обладавший весьма слабым здоровьем с рождения, скончался от туберкулёза лёгких 28 июня 1913 года. Известно, что менее чем за 12 часов до своей смерти он описывал новый вид растений.

## Некоторые научные публикации
- Moore, C.; Betche, E. Handbook of the flora of New South Wales. — Sydney, 1893. — 582 p.
- Maiden, J.H.; Betche, E. Notes from the botanic gardens, Sydney. — Sydney, 1897—1899. — 250 p.
- Maiden, J.H.; Betche, E. A census of New South Wales plants. — Sydney, 1916. — 216 p.

## Род и некоторые виды, названные в честь Э. Бетхе
- Betchea Schltr., 1914 [= Caldcluvia D.Don, 1830]
- Acacia betchei Maiden & Blakely, 1927
- Bulbophyllum betchei F.Muell., 1881
- Corysanthes betchei F.Muell., 1881 [≡ Corybas betchei (F.Muell.) Schltr., 1923]
- Cyperus angustatus var. betchei Kük., 1936 [≡ Cyperus betchei (Kük.) S.T.Blake, 1940]
- Jasminum betchei F.Muell., 1881
- Myoporum betcheanum L.S.Sm., 1969
- Oncinocalyx betchei F.Muell., 1883